# 가락중앙종친회
가락중앙종친회는 가락종씨(김해 김씨, 허씨, 인천 이씨)의 종친회로서 가락과 연유있는 문화재 수호·보존, 선조숭봉, 종족친목·번영을 목적으로 1954년 7월 19일 설립허가된 대한민국 문화체육관광부 소관의 사단법인이다. 사무실은 서울특별시 중구 퇴계로 182 (필동1가)에 있다.

## 주요 사업
- 왕릉, 사우 및 가락문화와 관계 있는 재산의 관리보존
- 향사 봉행과 기타 선위에 관한 사업
- 가락문화 선양
- 가락후예 부종․계도
- 가락회보 발간

## 연혁
- 1909년 8월 : 김해김씨 종약소 창설
- 1914년 11월 : 김해김씨 대동종약소 개칭
- 1955년 8월 : 부산에서 재창립총회를 개최 후 대동종약소를 김해김씨 중앙종친회로 개편
- 1957년 3월 : 허씨도 동참하여 김해김씨ㆍ허씨 종친회로 개칭
- 1964년 4월 12일 : 인천이씨가 동참하여 가락중앙종친회로 개칭
- 1967년 12월 12일 : 문화공보부에 사단법인 인가
- 1987년 5월 27일 : 재단법인 가락국사적개발연구원 설립
- 2001년 3월 6일 : 인도에서 허왕후 기념비 제막식 거행

## 역대회장
| 대수    | 사진 | 이름           | 세손          | 재임기간                | 비고                     |
| ------- | ---- | -------------- | ------------- | ----------------------- | ------------------------ |
| 초대    |      | 김달범(金達範) | 삼현파 24세   | 1955.8 ~ 1957.3         | 제5대 참의원             |
| 2대     |      | 김현철(金顯哲) | 경파 20세     | 1957.3 ~ 1964.4.21      | 제4대 내각수반           |
| 3대     |      | 김준연(金俊淵) | 도사공파 21세 | 1964.4.22 ~ 1967.12.11  | 제4대 법무부 장관        |
| 4~5대   |      | 김현철(金顯哲) | 경파 20세     | 1967.12.12 ~ 1970.3     | 제4대 내각수반           |
| 6대     |      | 김철호(金喆浩) | 판서공파 16세 | 1970.3 ~ 1972.4         | 기아산업 사장            |
| 7대     |      | 김현철(金顯哲) | 경파 20세     | 1972.4 ~ 1974.4         | 제4대 내각수반           |
| 8~10대  |      | 김원태(金元泰) | 경파 23세     | 1974.4 ~ 1980.5         | 제15·16대 무임소장관     |
| 11대    |      | 김현철(金顯哲) | 경파 20세     | 1980.5 ~ 1981.4         | 제4대 내각수반           |
| 12~13대 |      | 김문석(金文錫) | 율은공파 23세 | 1981.4 ~ 1986.7         | 제11대 국회의원          |
| 14~18대 |      | 김영준(金榮俊) | 율은공파 23세 | 1986.7 ~ 1999.10        | 제23대 농림부장관        |
| 19~20대 |      | 김봉호(金琫鎬) | 사군파 22세   | 1999.10 ~ 2006.6.29     | 제15대 국회부의장        |
| 21~22대 |      | 김문석(金文錫) | 율은공파 23세 | 2006.6.30 ~ 2013.11.19  | 제11대 국회의원          |
| 23대    |      | 김기재(金杞載) | 문경공파 24세 | 2013.11.20 ~ 2017.12.14 | 제2대 행정자치부 장관    |
| 24대    |      | 김학송(金鶴松) | 삼현파 26세   | 2019.9.4 ~ 2021.8       | 제16대 한국도로공사 사장 |
| 25대    |      | 김무성(金武星) | 삼현파 22세   | 2023.4.8 ~ 현재         | 제15-20대 국회의원       |

## 같이 보기
- 가락국